# John Holloway (musicien)
Pour les articles homonymes, voir John Holloway et Holloway.
John Holloway né le 19 juillet 1948, est un violoniste et chef d'orchestre, britannique, actuellement installé à Dresde en Allemagne. John Holloway est un des pionniers du mouvement d'interprétation de la musique ancienne sur instruments d'époque.

## Vie
Holloway a étudié à Londres à la Guildhall School of Music and Drama. Après ses premiers engagements, notamment au sein de l'Academy of St. Martin in the Fields et de l'English Chamber Orchestra, il a été directeur et premier violon du Kent Opera Orchestra dans les années 1970. Après la rencontre de Sigiswald Kuijken en 1972, il commence à jouer le Violon baroque. Holloway a acquis une réputation de violoniste, professeur et chef dans le champ de l'interprétation sur instruments anciens.
En 1970, il devient le premier violon des London Classical Players sous la direction de  Roger Norrington puis plus tard dans les rangs des Taverner Consort and Players d'Andrew Parrott (1978-92). En plus de ses activités dans de nombreux orchestres baroques, il écrit des travaux musicologique et donne des conférences.
Holloway a enseigné à la Guildhall School of Music and Drama (Londres), la Schola Cantorum de Bâle, et aux Early Music Institute de l'Université de l'Indiana à Bloomington. Il a aussi donné des cours et animé des ateliers dans les grands pays européens ou en Corée, en Nouvelle-Zélande et aux États-Unis. En 1999 il est nommé professeur à la  Hochschule für Musik "Carl Maria von Weber" de Dresde.
Entre 2003 et 2005, Holloway était directeur musical de l'orchestre baroque d'Indianapolis et entre 2005 et 2006, premier violon et le directeur musical de l'ensemble de musique ancienne, New Trinity Baroque.
Avec le claveciniste et chef d'orchestre belge, Florian Heyerick, il a fondé conjointement avec un agent, the Mannheimer Hofkapelle, entendu pour la première fois à l'été 2007, dans ses dispositions originale de 40 musiciens depuis 300 ans. De 2006 à 2012 il était le directeur artistique des master class et du concours international de violon « Violine in Dresden ».

## Enregistrements
John Holloway a participé à plus de cent enregistrements et obtenu des récompenses de la critique, notamment un Gramophone Award en 1991 pour l'enregistrement des Sonates du Rosaire de Heinrich Ignaz Biber. Il a reçu une distinction au Danemark pour ses enregistrements de la musique de chambre et vocale de Dietrich Buxtehude, en 1994 et 1997. L'enregistrement Biber, ainsi que celui des Sonates opus 5 de Jean-Marie Leclair a gagné le prix de la critique en Allemagne (Preis der Deutschen Schallplattenkritik).
Outre ces disques, il a aussi enregistré les Sonates et partitas pour violon seul de Bach (2006), Les quatre saisons et L'estro armonico de Vivaldi, les œuvres de chambre de Georg Friedrich Haendel, l'ensemble L'École d'Orphée qu'il a fondé en 1975.

## Discographie
- 1988 : Bach, L'Offrande musicale (Harmonia Mundi)
- 1990 : Jean-Marie Leclair, Sonates pour 2 violons sans basse, opus 3 - avec Chiara Banchini (1989, Erato) (OCLC 883160142)
- 1990 : Jean-Marie Leclair, Sonates pour 2 violons sans basse, opus 12 - avec Chiara Banchini (septembre 1989, Erato 2292-45519-2) (OCLC 152421689)
- 1990 : Biber, Sonates du Rosaire (Virgin VC 5 62062)
- 1994-97 : Buxtehude, Musique de chambre et vocale - Emma Kirkby, Ursula Weiss, Manfredo Kraemer, Jaap Ter Linden, Lars Ulrik Mortensen (1997, Dacapo 8.224062 / 3CD Naxos 8.557248 à 8.557250)
- 1996 : Corelli, Sonates opus 5 - Trio Varacini : John Holloway, David Watkin (violoncelle), Lars Ulrik Mortensen (Novalis)
- 1999 : Schmelzer, Sonatæ unarum fidium - Aloysia Assenbaum, Lars Ulrik Mortensen (ECM 465 066-2)
- A London Concert - Jaap ter Linden, Lars Ulrik Mortensen (Harmonia Mundi)
- 2002-04 : Biber, Unam Ceylum - Aloysia Assenbaum, Lars Ulrik Mortensen (ECM 472 084-2)
- 2004 : Biber et Muffat, Der Türken Anmarsch - Aloysia Assenbaum, Lars Ulrik Mortensen (ECM)
- 2005 : Veracini, Sonates - Jaap ter Linden, Lars Ulrik Mortensen (ECM)
- 2005 : Bach, Sonates et partitas pour violon seul (ECM)[3]
- 2008 : Jean-Marie Leclair, Sonates opus 5 - Jaap ter Linden, Lars Ulrik Mortensen (ECM 476 6280)
- 2009-11 : Telemann : Quatuors parisiens (2CD CPO)
- 2012 : Dario Castello et Giovanni Battista Fontana, Sonate Concertante In Stil Moderno - Lars Ulrik Mortensen, Jane Gower (ECM 476 4641)
- 2014 : Pavans et Fantasies de l'âge de Dowland - Monika Baer, Renate Steinmann, Susanna Hefti, Martin Zeller (ECM 481 0430)

John Holloway a aussi participé
- Vivaldi, Les quatre saisons - La Grande Écurie et la Chambre du Roy, Dir. Jean-Claude Malgoire (27-29 janvier 1978, Sony)
- Vivaldi, Les quatre saisons - Academy of Ancient Music, Dir. Christopher Hogwood (1984, L'Oiseau Lyre/Decca)
- Lully, Atys - Ens. Les Arts Florissants, William Christie (1987, Harmonia Mundi)
- Vivaldi, Concertos de chambre - Paul Goodwin (1991, Harmonia Mundi)
- Vivaldi, Sonates pour hautbois - Paul Goodwin (1993, Harmonia Mundi)